# Delphine Bertholon

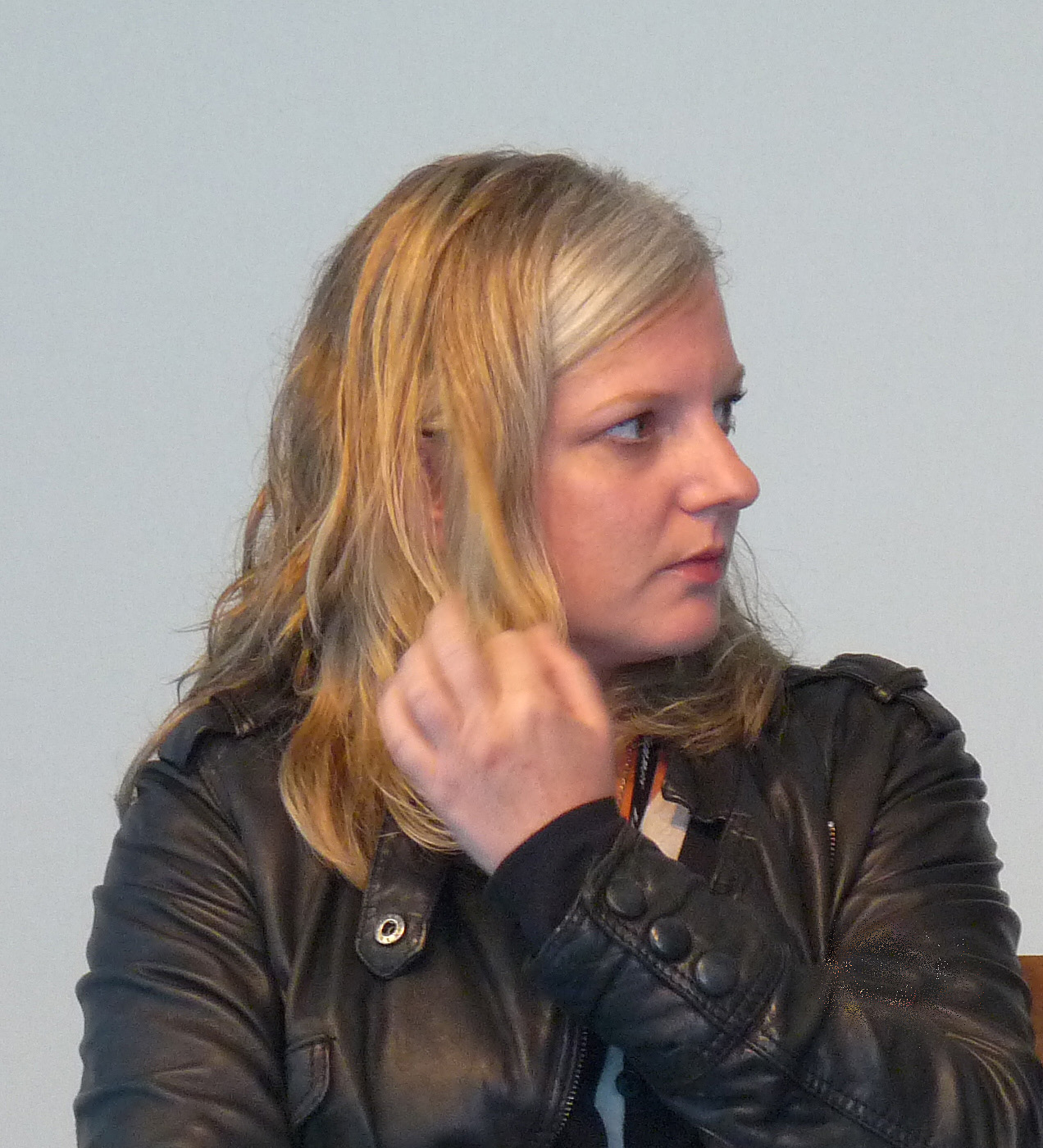
Delphine Bertholon, 2012

Delphine Bertholon (Lyon, 1976) es una escritora francesa. Vive actualmente en París y trabaja como guionista.

## Biografía
Esmpezó a escribir a los seis años, a esa edad ganó un modesto concurso de poesía.
Estudió literatura y ha sido profesora.
En 2018, se unió al movimiento de protesta social #PayeTonAuteur/#AautesEnColere.

## Publicaciones
- Les Dentelles Mortes,  1998
- Cabine commune,2007
- Twist, 2008
- L’Effet Larsen, 2010
- Ma vie en noir et blanc, 2011
- Grâce, 2012
- Le Soleil à mes pieds, 2013
- Les Corps inutiles, 2015
- Cœur-Naufrage, 2017
- Celle qui marche la nuit, 2017/18